# جين هاملين
جين هاملين (بالإنجليزية: Gene Hamlin)‏ هو لاعب كرة قدم أمريكية أمريكي، ولد في 26 يوليو 1946 في ديترويت في الولايات المتحدة، وتوفي في 24 أغسطس 2017.

## وصلات خارجية
- جين هاملين على موقع مرجع كرة القدم المحترفة.كوم (الإنجليزية)